# Carmolândia
Carmolândia es un municipio brasileño del estado del Tocantins. Se localiza a una latitud 07º02'00" sur y a una longitud 48º23'46" oeste, estando a una altitud de 0 metros. Su población estimada en 2004 era de 2 105 habitantes.
Posee un área de 353,76 km².